# Family Circle
Family Circle è una rivista statunitense fondata nel 1932.
La rivista viene considerata una delle sette sorelle (Seven Sisters), le altre sono: Ladies' Home Journal, McCall's, Good Housekeeping, Better Homes and Gardens, Woman's Day e Redbook.

## Storia
I direttori della rivista furono:
- Harry Evans (1932–1936)
- Robert Endicott (1936–1954)
- Robert Jones (1955–1965)
- Arthur Hettich (1965–1985)
- Gay Bryant (1985–1986)
- Arthur Hettich (1986–1988)
- Jacqueline Leo (1988–1994)
- Susan Kelliher Ungaro (1994–2006)
- Linda Fears (2006–)

Fra le copertine della rivista ve n'è una dedicata all'attrice Marilyn Monroe quando non era ancora celebre, si trattò di una foto scattata da  André De Dienes e apparsa sulla rivista il 26 aprile del 1946, quando la donna aveva 20 anni, fu la sua prima copertina.